# أوتاوا (قبيلة هندية)
أوتاوا هي قبيلة هندية في أمريكا الشمالية من عرق ألغونكين واستوطنوا نهر أوتاوا في كندا ولاحقا على شبه الجزيرة العليا لميتشيغان وحوالي العام 1650 طردهم الإيروكواس إلى ما بعد نهر ميسيسيبي، قبل أن يجبرهم هنود داكوتا على العودة، واستقروا في جزيرة مانيتولين في بحيرة هرون، وانضموا إلى الفرنسيين ضد الإنكليز وحاربوا إلى جانب الطرف الأخير في حرب الاستقلال الأمريكية.
تم تهجيرهم لاحقا إلى المقاطعة الهندية في أوكلاهوما، ولكن الغالبية العظمى تعيش في مجتمعات منفصلة وهي مشتتة عبر ميتشيغان وأونتاريو.

## وصلات خارجية
- (بالإنجليزية) المعاهدة بين هنود الأوتاوا، والتشيبيوا، والواياندوت والبوتاواتومي

تحوي هذه المقالة معلومات مترجمة من الطبعة الحادية عشرة لدائرة المعارف البريطانية لسنة 1911 وهي الآن ضمن الملكية العامة.